# شهر خورشیدی لینز

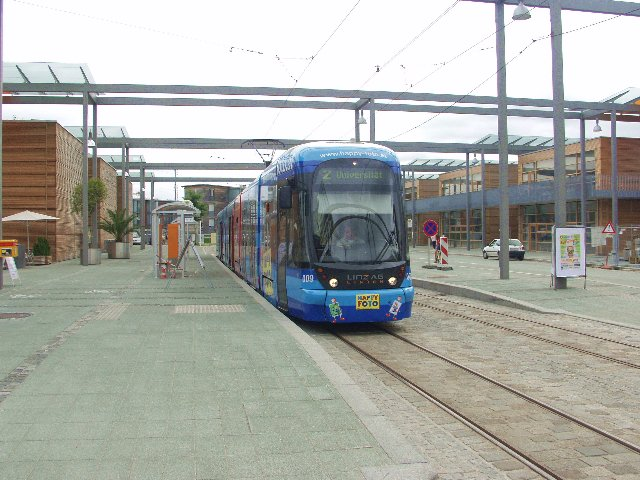

شهر خورشیدی یک منطقه زندگی با توان ذخیره انرژی در شهر لینز اتریش می‌باشد که فضای زندگی برای ۴۰۰۰ نفر را فراهم آورده است. خانه‌ها با استفاده از طراحی کم انرژی ساخته شده است. انگیزه اصلی ایجاد ملزومات زندگی به شیوه‌ای که مصرف انرژی را به حداقل برساند، ناشی از این واقعیت است که سوخت‌های فسیلی به گرم شدن کره زمین کمک می‌کنند و باید از استفاده از آنها اجتناب شود.
برنامه ریزی پروژه در سال ۱۹۹۲ شروع شد. از سال ۱۹۹۹، ۱۳۰۰ آپارتمان به تدریج در طول یک دوره ۶ ساله ساخته شدند. هزینه کل پروژه بالغ بر ۱۹۰ میلیون یورو بود. نزدیک به دو سوم از آن برای ساختمان‌های مسکونی مورد استفاده قرار گرفت، و تنها یک سوم از کل هزینه به منظور ساخت زیرساخت‌ها بود.

## زیرساخت
در مرکز شهر یک بانک، یک سوپر مارکت، یک سیگارفروشی و یک قهوه‌خانه قرار دارد. مسائل جامعه توسط مسئولین «دفتر منطقه و مرکز مراقبه/ جلسات کلیسا» در حال انجام می‌باشند. مراقبت از کودکان در «مرکز خانواده» متشکل از یک مهد کودک، مدرسه ابتدایی و دبیرستان انجام می‌گیرد. خانه سالمندان نیز در آینده ساخته خواهد شد. همچنین در شمال شهر خورشیدی یک منطقه تفریحی وجود دارد. از سپتامبر سال ۲۰۰۵، شهر خورشیدی به شبکه تراموا متصل شده است. با استفاده از شبکه حمل و نقل عمومی امکان دسترسی به مرکز شهر در زمان کمتر از ۳۰ دقیقه فراهم شده است.

## عرضه انرژی
حداقل یک سوم از آب گرم استفاده شده در شهر خورشیدی توسط انرژی خورشیدی تولید می‌شود. دو سوم باقی‌مانده توسط گرمایش منطقه‌ای پوشش داده شده است (تجهیزات حرارتی منطقه می‌توانند کارایی بالاتر و کنترل آلودگی بهتری از دیگ‌های بخار محلی را فراهم آورند).

## دفع آب و فاضلاب
فاضلاب با سیستم جداسازی رسیدگی و دفع خواهد شد. در حالی که آب خاکستری از میان فیلتر تخت شن و ماسه کشت شده و بعد از آن به یک نهر در محله هدایت می‌شود. آب سیاه نیز با استفاده از گرانش فاضلاب تصفیه خانه فاضلاب شهر آستن پردازش شده است.
بخشی از فاضلاب در توالت‌های خاص جدا خواهد شد و در فاضلاب جداگانه جمع‌آوری شده است. این مایع غنی از مواد مغذی به عنوان کود در کشاورزی استفاده شده است. مقادیر زیادی از آب باران دارای یک کانال خاص بوده یا می‌تواند جوی اب شمال شهر خورشیدی را تغذیه کند.